# Hiromu Maeno
Hiromu Maeno (前野拓, Maeno Hiromu) est un astronome amateur japonais.
Le Centre des planètes mineures le crédite de la découverte de sept astéroïdes, effectuée entre 2000 et 2005, dont trois en collaboration avec Hisao Hori.
| (54862) Sundaigakuen | 23 juillet 2001   |
| (55477) Soroban      | 18 octobre 2001   |
| (63068) Moraes       | 23 novembre 2000  |
| (124844) Hirotamasao | 13 octobre 2001   |
| (181043) Anan        | 4 août 2005       |
| (190057) Nakagawa    | 14 septembre 2004 |
| (220736) Niihama     | 11 octobre 2004   |